# Morten Hegseth

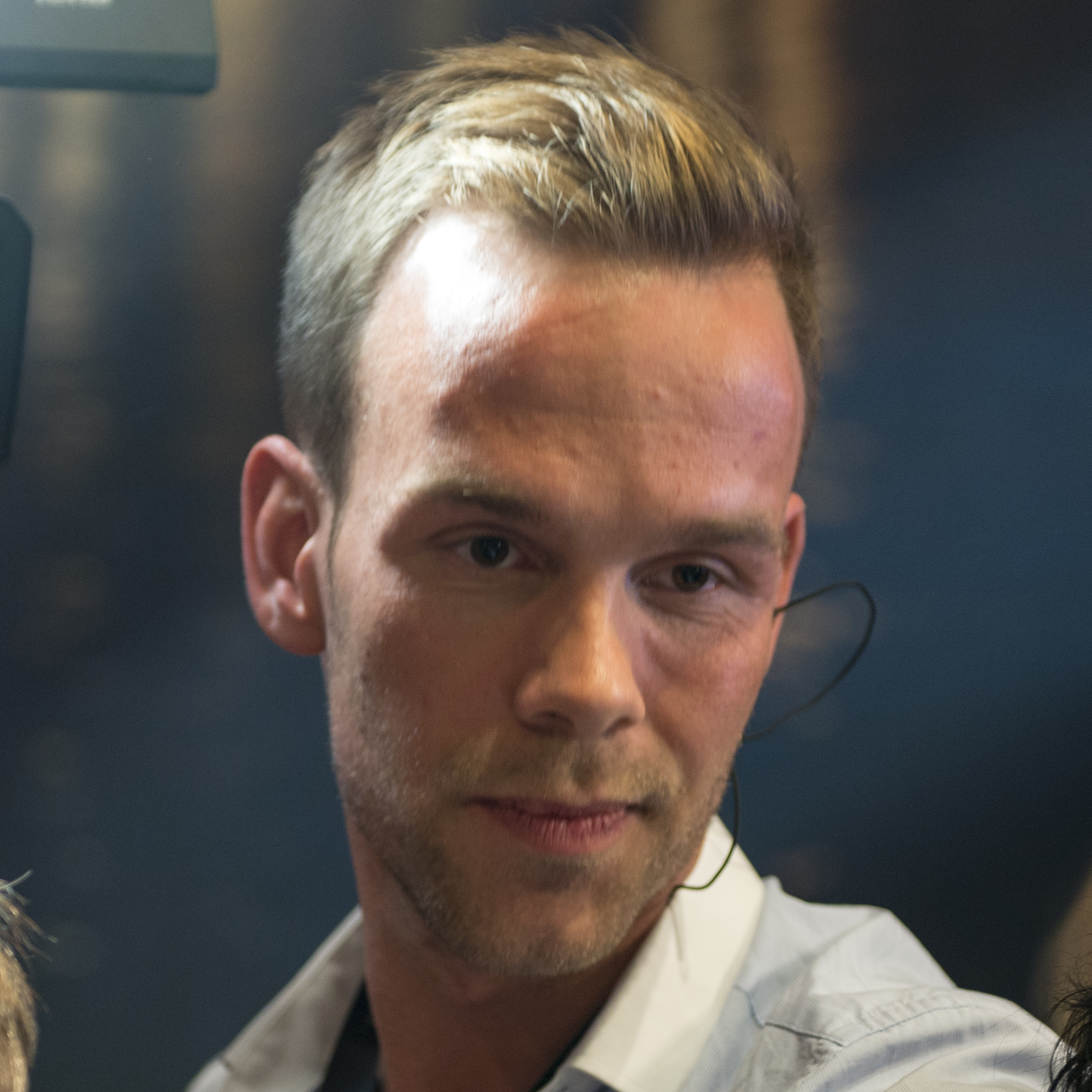
Morten Hegseth, 2016

Morten Hegseth Riiber (* 1986) ist ein norwegischer Journalist und Moderator, der unter anderem für die Zeitung Verdens Gang (VG) und deren Internetkanal VGTV arbeitet.

## Leben
Hegseth stammt aus der Kommune Stjørdal und war in seiner Jugend in der Parteijugend Rød Ungdom aktiv. Mit dem US-Verteidigungsminister Pete Hegseth, der Vorfahren aus Stjørdal hat, besteht kein näherer Verwandtschaftsgrad. Nach seiner Schulzeit begann er als freier Journalist zu arbeiten. Im Jahr 2006 nahm er an der norwegischen Version von Big Brother teil. Nach seinem dortigen Auftritt begann er ein Studium der Journalistik in Bodø, welches er jedoch nicht abschloss. Er begann stattdessen bei VG zu arbeiten und wurde dort sowie bei der Illustrierten Se og Hør als Journalist tätig. Später wirkte er bei weiteren Fernsehsendungen wie Skal vi danse mit.
Gemeinsam mit dem als Influencer bekanntgewordenen Vegard Harm startete er den Podcast Harm & Hegseth, der für VGTV aufgezeichnet wurde. Im Dezember 2023 gaben die beiden nach rund zehn Jahren das Ende des Podcasts bekannt. Bei VGTV moderierten sie zudem bis 2021 die Boulevardshow Panelet. Im Jahr 2019 bekamen Hegseth und Harm gemeinsam den Publikumspreis beim norwegischen Fernsehpreis Gullruten. Für VGTV produzierte er 2019 eine Serie über die sogenannten Konversionstherapien in Norwegens religiösem Umfeld, die eine größere Diskussion über das Thema auslöste. Unter anderem aufgrund seines Einsatzes gegen die Therapien wurde er von der LGBT-Website Gaysir zur „LGBT-Person des Jahres“ gewählt.
Im Jahr 2020 moderierte er eine Staffel der Realitysendung Love Island Norge beim TV-Sender TV 2. Gemeinsam mit Sigrid Bonde Tusvik leitete Morten Hegseth im Juni 2020 sowie im Mai 2021 die Gullruten-Ausgaben des jeweiligen Jahres. Er war Teilnehmer der zweiten Staffel der Reality-Serie Kompani Lauritzen, die 2021 bei TV 2 ausgestrahlt wurde. Im August 2021 wurde mit dem Kinderbuch Tine og det magiske speilet sein erstes Buch veröffentlicht.
Seit seiner Hochzeit im Mai 2016 trägt er den Namen Morten Hegseth Riiber.

## Auszeichnungen
- 2019: Gullruten, Publikumspreis

## Werke
- 2021: Tine og det magiske speilet, Kagge